# Belka i Strelka: Karibskaja tajna
Belka i Strelka: Karibskaja tajna (russisk: Белка и Стрелка: Карибская тайна) er en russisk animationsfilm fra 2020 af Inna Jevlannikova.

## Medvirkende
- Yulia Peresild som Belka
- Irina Pegova som Strelka
- Jevgenij Mironov som Venja
- Sergej Shnurov som Slonezj
- Sergej Burunov som Jasja